# Tour d'Espagne 1957
La 12e édition du Tour d'Espagne s'est déroulée entre le 26 avril et le 12 mai 1957. Elle se composait de 16 étapes pour un total de 2 967 kilomètres. Le départ et l'arrivée étaient fixés à Bilbao. 90 coureurs y participaient ; 54 d'entre eux parvinrent au terme de la course.
Jesús Loroño s'imposa grâce à son échappée lors de la dixième étape qui lui permit d'arriver à Tortosa avec 21 minutes d'avance sur le peloton et de refaire son retard de 15 minutes sur le leader d'alors, Federico Bahamontes. Celui-ci dut se contenter de la deuxième place et du classement de la montagne.

## Équipes participantes
- Italie
- Espagne
- France
- Belgique
- Portugal
- Cantabro
- Centre-Sud
- Pyrénées
- Méditerranée

## Classement général
| \| 1. \| Jesús Loroño \| Espagne \| en \| 84 h 44 min 06 s \| \| \| 2. \| Federico Bahamontes \| Espagne \| + \| 8 min 11 s \| \| \| 3. \| Bernardo Ruiz \| Espagne \| + \| 9 min 34 s \| \| \| 4. \| José Manuel Ribeiro da Silva \| Portugal \| + \| 14 min 32 s \| \| \| 5. \| Raphaël Géminiani \| France \| + \| 17 min 07 s \| \| \| 6. \| Francisco Moreno \| Espagne \| + \| 18 min 43 s \| \| \| 7. \| Jan Adriaensens \| Belgique \| + \| 19 min 38 s \| \| \| 8. \| Pasquale Fornara \| Italie \| + \| 23 min 48 s \| \| \| 9. \| Gastone Nencini \| Italie \| + \| 25 min 59 s \| \| \| 10. \| Salvador Botella \| Espagne \| + \| 28 min 06 s \| \| |                              |          |    |                  |  |
| 1. | Jesús Loroño                 | Espagne  | en | 84 h 44 min 06 s |  |
| 2. | Federico Bahamontes          | Espagne  | +  | 8 min 11 s       |  |
| 3. | Bernardo Ruiz                | Espagne  | +  | 9 min 34 s       |  |
| 4. | José Manuel Ribeiro da Silva | Portugal | +  | 14 min 32 s      |  |
| 5. | Raphaël Géminiani            | France   | +  | 17 min 07 s      |  |
| 6. | Francisco Moreno             | Espagne  | +  | 18 min 43 s      |  |
| 7. | Jan Adriaensens              | Belgique | +  | 19 min 38 s      |  |
| 8. | Pasquale Fornara             | Italie   | +  | 23 min 48 s      |  |
| 9. | Gastone Nencini              | Italie   | +  | 25 min 59 s      |  |
| 10. | Salvador Botella             | Espagne  | +  | 28 min 06 s      |  |

## Étapes
| N°  | Date     | Villes étapes             | km       | Vainqueur d'étape   | Leader du général   |
| 1re | 26 avril | Bilbao - Vitoria          | 158      | Miguel Chacón       | Miguel Chacón       |
| 2e  | 27 avril | Vitoria - Santander       | 220      | Carmelo Morales     | Carmelo Morales     |
| 3e  | 28 avril | Santander - Mieres        | 259      | Federico Bahamontes | Federico Bahamontes |
| 4e  | 29 avril | Mieres - León             | -        | Annulée             | Federico Bahamontes |
| 5e  | 30 avril | León - Valladolid         | 172      | Roger Hassenforder  | Federico Bahamontes |
| 6e  | 1er mai  | Valladolid - Madrid       | 212      | Miguel Chacón       | Salvador Botella    |
| 7e  | 2 mai    | Madrid - Madrid           | 200      | Jan Adriaensens     | Francisco Moreno    |
| 8e  | 3 mai    | Madrid - Cuenca           | 159      | Roger Walkowiak     | Federico Bahamontes |
| 9e  | 5 mai    | Cuenca - Valence          | 249      | Rino Benedetti      | Federico Bahamontes |
| 10e | 6 mai    | Valence - Tortosa         | 192      | Bruno Tognaccini    | Jesús Loroño        |
| 11e | 7 mai    | Tortosa - Barcelone       | 199      | Gilbert Bauvin      | Jesús Loroño        |
| 12e | 8 mai    | Barcelone - Saragosse     | 229      | Mario Baroni        | Jesús Loroño        |
| 13e | 9 mai    | Saragosse - Huesca        | 85 (CLM) | Jesús Loroño        | Jesús Loroño        |
| 14e | 10 mai   | Huesca - Bayonne          | 249      | Antonio Ferraz      | Jesús Loroño        |
| 15e | 11 mai   | Bayonne - Saint-Sébastien | 199      | Roger Baens         | Jesús Loroño        |
| 16e | 12 mai   | Saint-Sébastien - Bilbao  | 193      | Antonio Suárez      | Jesús Loroño        |

## Classements annexes
| \| 1. \| Vicente Iturat \| Espagne \| 160 points \| \| 2. \| Gastone Nencini \| Italie \| 173 points \| \| 3. \| Federico Bahamontes \| Espagne \| 217 points \| |                     |         |            |
| 1. | Vicente Iturat      | Espagne | 160 points |
| 2. | Gastone Nencini     | Italie  | 173 points |
| 3. | Federico Bahamontes | Espagne | 217 points |

| \| 1. \| Federico Bahamontes \| Espagne \| 26 points \| \| 2. \| Carmelo Morales \| Espagne \| 20 points \| \| 3. \| Benigno Aspuru \| Espagne \| 14 points \| |                     |         |           |
| 1. | Federico Bahamontes | Espagne | 26 points |
| 2. | Carmelo Morales     | Espagne | 20 points |
| 3. | Benigno Aspuru      | Espagne | 14 points |

## Liste des coureurs
| Italie | Espagne | France |
| - 1 Renzo Accordi (Ita) - 2 Guido Boni (Ita) - 3 Rino Benedetti (Ita) - 4 Mario Baroni (Ita) - 5 Gianni Ferlenghi (Ita) - 6 Pasquale Fornara (Ita) - 7 Nino Assirelli (Ita) - 8 Bruno Tognaccini (Ita) - 9 Gastone Nencini (Ita) - 10 Donato Piazza (Ita)                                                           | - 11 Federico Bahamontes (Esp) - 12 Antonio Barrutia (Esp) - 13 Salvador Botella (Esp) - 14 Gabriel Company (Esp) - 15 Antonio Ferraz (Esp) - 16 Jesús Galdeano (Esp) - 17 Jesús Loroño (Esp) - 18 Julio San Emeterio (Esp) - 19 José Serra (Esp) - 20 Andrés Trobat (Esp)                                    | - 21 Gilbert Bauvin (Fra) - 22 Adolphe Deledda (Fra) - 23 Jean Dotto (Fra) - 24 Raphaël Géminiani (Fra) - 25 Roger Hassenforder (Fra) - 26 Raymond Hoorelbeke (Fra) - 27 Camille Huyghe (Fra) - 28 Jean Malléjac (Fra) - 29 Albert Platel (Fra) - 30 Roger Walkowiak (Fra)   |
| Belgique | Portugal | Cantabrique |
| - 31 Jan Adriaensens (Bel) - 32 Roger Baens (Bel) - 33 Jean Borcy (Bel) - 34 Hilaire Couvreur (Bel) - 35 Lucien De Munster (Bel) - 36 Gustaaf Van Vaerenbergh (Bel) - 37 André Rosseel (Bel) - 38 Roger Wyckstand (Bel) - 39 Emiel Van Cauter (Bel) - 40 Jean Vermaelen (Bel)                                       | - 41 José Firmino Assunção (Por) - 42 Alves Barbosa (Por) - 43 Joaquim Gomes Carvalho (Por) - 44 Agostino Ferreira (Por) - 45 Artur Coelho (Por) - 46 Manuel Graça (Por) - 47 Carlos Carvalho (pt) (Por) - 48 José Manuel Ribeiro da Silva (Por) - 49 Joaquim Sousa Santos (pt) (Por) - 50 João Tavares (Por) | - 51 Benigno Aspuru (Esp - 52 Cosme Barrutia (Esp) - 53 Tomás Oñederra (Esp) - 54 Adolfo Cruz (Esp) - 55 José Michelena (Esp) - 56 Carmelo Morales (Esp) - 57 Emilio Rodríguez (Esp) - 58 Manuel Rodríguez (Esp) - 59 Hortensio Vidaurreta (Esp) - 60 Facundo Zabaleta (Esp) |
| Centre Sud | Pyrénées | Mediterranée |
| - 61 José Gómez del Moral (Esp) - 62 Juan Manuel Santiago Montilla (Esp) - 63 Pedro Guzmán (ca) (Esp) - 64 Emilio Hernán (es) (Esp) - 65 Antonio Jiménez Quiles (Esp) - 66 Fernando Manzaneque (Esp) - 67 Francisco Moreno (Esp) - 68 Raúl Motos (Esp) - 69 José Pérez de las Heras (Esp) - 70 Antonio Suárez (Esp) | - 71 Juan Campillo (Esp) - 72 Juan Crespo Hita (Esp) - 73 Miguel Chacón (Esp) - 74 Juan Escolá (Esp) - 75 José Escolano (Esp) - 76 Vicente Iturat (Esp) - 77 Francisco Masip (Esp) - 78 Miguel Pacheco (Esp) - 79 Alberto Sant (Esp) - 80 Aniceto Utset (Esp)                                                 | - 81 Juan Amor (Esp) - 82 Luis Navarro (es) (Esp) - 83 Juan Bibiloni (Esp) - 84 Antonio Castell (ca) (Esp) - 85 José Hernández (Esp) - 86 Antonio Karmany (Esp) - 87 René Marigil (Esp) - 88 Gabriel Mas (Esp) - 89 Miguel Bover (Esp) - 90 Bernardo Ruiz (Esp)              |